# Corona di Federico, principe di Galles

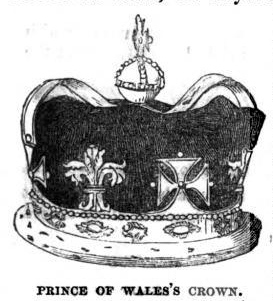
La corona di Federico, principe di Galles.

La corona di Federico, principe di Galles, è una corona prodotta nel 1728 per Federico di Hannover, erede del re Giorgio II di Gran Bretagna. Probabilmente è stata realizzata dall'orafo Samuel Shales al costo di 140 sterline e cinque scellini. 
Non si sa se Federico l'abbia mai indossata. Egli, infatti, morì prima di poter ereditare il trono. Tuttavia è stata utilizzata sia da suo figlio, Giorgio III, sia da suo nipote, Giorgio IV, quando erano principi di Galles. Nel XVIII secolo non è mai stata indossata, ma veniva posta sopra un cuscino. 
È stata sostituita dalla corona di Giorgio, principe di Galles (successivamente Giorgio V del Regno Unito), nel 1902. La corona è stata utilizzata quando Federico ha preso il suo posto alla Camera dei Lord, dove è stata posta su un cuscino di fronte a lui. È stata utilizzata dai successivi principi di Galles allo stesso modo, ma raramente indossata. 
La corona è stata utilizzata per l'ultima volta dal re Edoardo VII del Regno Unito quando era principe di Galles.